# نوح سنتينيو
نوح سنتينيو (بالإنجليزية: Noah Centineo)‏ مواليد 9 مايو 1996 في ميامي، الولايات المتحدة، هو ممثل أمريكي بدأ مسيرته الفنية سنة 2009.

## الأعمال

### افلام
- فيلم (2015) the fosters
- فيلم (sierra Burgess (2018 بدور :جيمي
- جيسي (2014) (بدور: ريك لاركن)
- إلى جميع الأولاد الذين أحببتهم من قبل 1  (2018)
- فيلم إلى جميع الاولاد الذين احببتهم من قبل 2 (2020)
- فيلم إلى جميع الاولاد الذين احببتهم من قبل 3 (2021)
- فيلم (2019) the perfect date بدور: بروكس راتيغان

## روابط خارجية
- نوح سنتينيو على موقع IMDb (الإنجليزية)
- نوح سنتينيو على موقع روتن توميتوز (الإنجليزية)
- نوح سنتينيو على موقع ألو سيني (الفرنسية)
- نوح سنتينيو على موقع أول موفي (الإنجليزية)
- نوح سنتينيو على موقع قاعدة بيانات الفيلم (الإنجليزية)
- نوح سنتينيو على موقع كينوبويسك (الروسية)